# Nở ngày đất
Nở ngày đất (tên khoa học: Gomphrena celosioides) là loài thực vật có hoa thuộc họ Dền. Loài này được Mart. mô tả khoa học đầu tiên năm 1826.

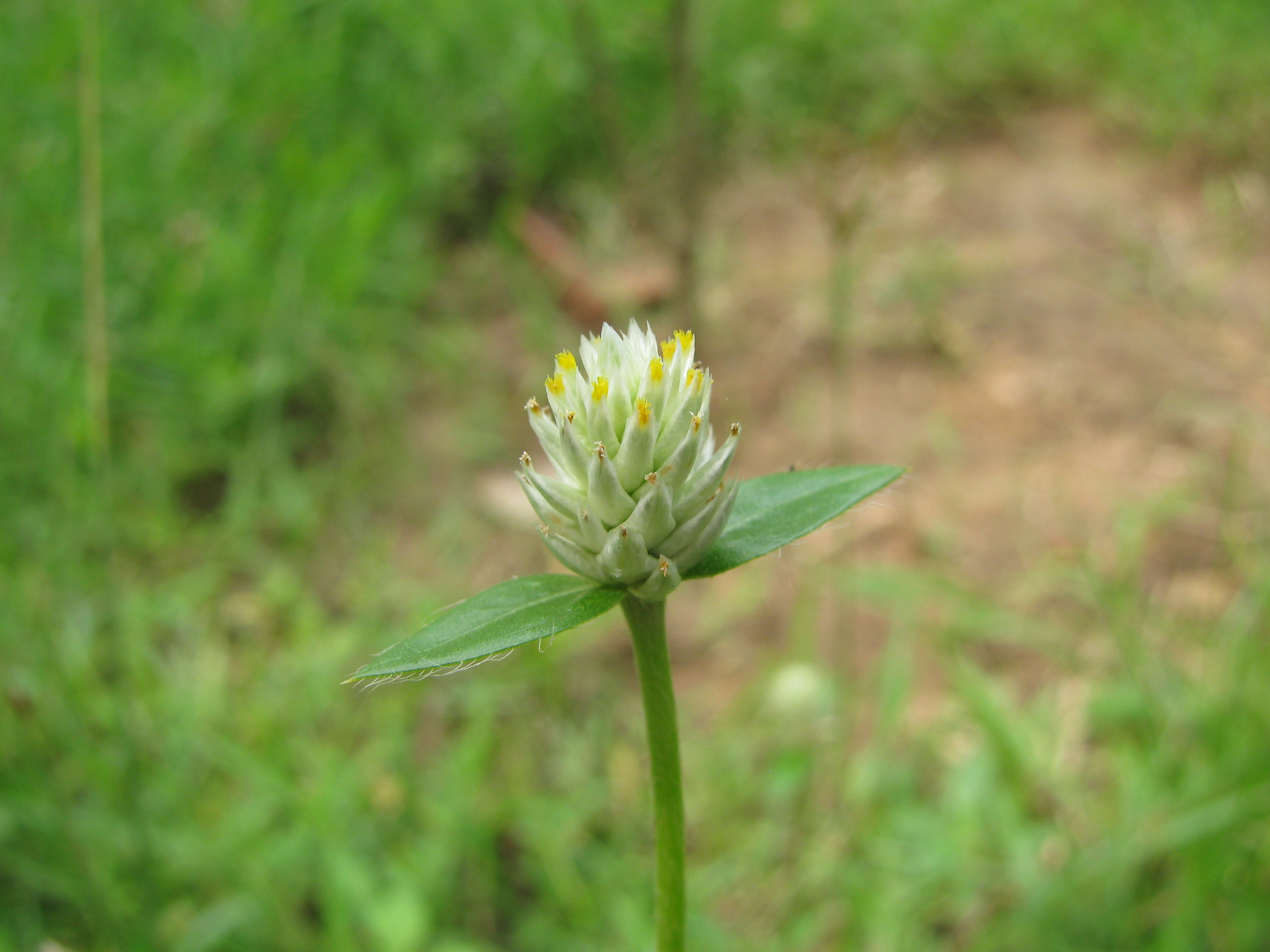